# Minimaal-bewuste toestand
Minimaal bewustzijn (Minimally Conscious State; MCS) is een van de ernstigste uitkomsten van acuut opgetreden niet-aangeboren hersenletsel. Hierbij zijn er minimale tekenen van bewustzijn. De getroffene vertoont gedrag dat wijst op enig besef van het zichzelf en de omgeving, maar hij kan dit vaak niet adequaat aangeven. De tekenen die op bewustzijn wijzen zijn wel reproduceerbaar of houden lang genoeg aan om onderscheiden te worden van reflexmatig gedrag. Dit onderscheidt minimaal bewuste patiënten van mensen in een vegetatieve toestand, het niet-responsief waaksyndroom (VT/NWS). Het onderscheiden van MCS van andere bewustzijnsstadia is moeilijk. Het beloop van de toestand van MCS-patiënten verschilt van dat van mensen in VT/NWS. Ook na meer dan een jaar kan nog verbetering optreden.